# Ingrid Schellbach-Kopra
Ingrid Schellbach-Kopra (geborene Schellbach 1935 in Halle (Saale)) ist eine Finnougristin, Übersetzerin und emeritierte Hochschullehrerin der Ludwig-Maximilians-Universität München.

## Leben und Wirken
Ingrid Schellbach-Kopra machte 1953 ihr Abitur. Von 1953 bis 1957 studierte sie Finnougristik, Nordistik, Völkerkunde und Volkskunde in Berlin, Helsinki und Göttingen und wurde 1957 im Fach Finnougristik an der Georg-August-Universität Göttingen mit einer Dissertation über Das wogulische Rätsel (als Monographie 1959 veröffentlicht) promoviert. Während der folgenden Jahre arbeitete sie als Lektorin für Deutsche Sprache an Universitäten in Jyväskylä, Tampere, Helsinki und Budapest. Von 1976 bis 1987 unterrichtete sie als Privatdozentin (finnisch dosentti) für Finnougristik an der Universität Helsinki und von 1987 bis 1989 als Gastprofessorin für Fennistik an der Universität Göttingen.
1990 wurde sie als Professorin für Finnougristik an die Universität München berufen. Seit 2001 ist sie emeritiert.
Ihre Arbeits- und Forschungsschwerpunkte in der Finnougristik sind Lexikographie (insbesondere Phraseologie), Vergleichende Folkloristik, Übersetzungswissenschaft und Interkulturalität. Sie ist seit 1965 vereidigte Übersetzerin für Deutsch-Finnisch-Deutsch und hat sowohl wissenschaftliche (aus dem Finnischen) als auch literarische Übersetzungen (aus dem Finnischen und Finnlandschwedischen) veröffentlicht.

## Veröffentlichungen (Auswahl)
- Ingrid Schellbach-Kopra: Das wogulische Rätsel. Harrassowitz Verlag, Wiesbaden 1959.
- Ingrid Schellbach-Kopra: Die Bahuvrihi-Komposita in der alten finnischen Volksdichtung. Suomalais-Ugrilainen Seura, Helsinki 1964.
- Pekka Katara, Ingrid Schellbach-Kopra: Suomi-saksa suursanakirja. 1. Auflage. WSOY, Porvoo/Helsinki/Juva 1975 (finnisch, deutsch).
- Ingrid Schellbach-Kopra: Finnisch-deutsches Sprichwörterbuch. Suomalaisen Kirjallisuuden Seura, Helsinki 1980.
- Ingrid Schellbach-Kopra: Zwei Finnen brauchen keinen Dolmetscher: finnische Sprichwörter. Frank & Timme, Berlin 2011, urn:nbn:de:101:1-2020110614290578119365.
- Ingrid Schellbach-Kopra: Wurst ist das beliebteste finnische Gemüse: Sprichwörter aus Finnland. Edition Noack & Block, Berlin 2014.

## Auszeichnungen (Auswahl)
- 1980 Finnischer Staatspreis für ausländische Übersetzer
- 1982 Orden des Löwen von Finnland (Ritterkreuz 1. Klasse)
- 1999 Orden des Löwen von Finnland (Komturkreuz)
- 2001 Pro Cultura Hungarica